# Tóth Adrián
Tóth Adrián (Székesfehérvár, 1990. október 28. –) magyar jégkorongozó. Magyar bajnoki címet tizenhárom alkalommal nyert, ezzel csúcstartó a magyar jégkorong történetében.

## Pályafutása
5 évesen kezdett el jégkorongozni Székesfehérváron, az Alba Volán (később Fehérvár AV19) csapatában. 2006-ban, 16 évesen már az U18-os válogatott tagjaként vett részt a divízió 2-es U18-as IIHF világbajnokságon, 2008-ban pedig az U20-as válogatottban is bemutatkozott.
2007-ben bekerült a Fehérvári Titánokba, a Fehérvár AV19 felnőtt farmcsapatába, 2008-ban pedig a Fehérvár AV19 (korábban Alba Volán Székesfehérvár) csapatában az akkori osztrák jégkorong bajnokság, az EBEL küzdelmeiben vehetett részt. Egészen 2013-ig mindkét csapat keretében szerepelt és jégre lépett.
A 2013. nyarán Miskolcra igazolt a DVTK Jegesmedvék csapatához, és az ott eltöltött 2018-ig tartó időszak alatt 3 magyar bajnoki címet szerzett. Ezen felül két Mol Liga, és egy Erste Liga győzelemmel bővítette érmei sorát.
2018. nyarán a Ferencvárosi Torna Club jégkorong csapatában igazolt, és a keretben eltöltött 6 év alatt hatszor lett magyar bajnok, és kétszer Erste Liga győztes.
2024 májusában bejelentette a visszavonulását, majd a Ferencváros csapatmenedzsere lett.

## Klubcsapatai
- Fehérvári Titánok, Fehérvár AV19 (2006–2012)
- Miskolci Jegesmedvék, majd DVTK Jegesmedvék (2012–2018)
- 2016 nyarán a DVTK Jegesmedvék engedélyével az új-zélandi West Auckland Admirals csapatába igazolt a nyáron csupán pár hónapig zajló új-zélandi bajnokságba.
- Ferencvárosi TC (2018–)

## Eredményei
- Magyar bajnokság
  - bajnok: 2007–2008, 2008–2009, 2010–2011, 2011–2012, 2014–2015, 2015–2016, 2016–2017, 2018–2019, 2019–2020, 2020–2021, 2021–2022, 2022–2023, 2023–2024
- Mol-liga
  - győztes: 2014–2015, 2015–2016
- Erste-liga
  - győztes: 2016–2017, 2018–2019, 2019–2020
- 2016: az Új-Zélandi bajnokság (NZIHL) legjobb +/- mutatójával rendelkező játékosa (+34), a legtöbb gólpassz (32) és a legtöbb pont (51) birtokosa.
- 2016–2017 az Új-Zélandi Jégkorong bajnokság legeredményesebb játékosa

- 2006–2007: U18-as D2 világbajnokság ezüstérem
- 2007–2008: U18-as D2 világbajnokság aranyérem
- 2009–2010: U20-as D2 világbajnokság ezüstérem

## Díjai, elismerései
- 2008-2009: a liga legeredményesebb újonca
- 2008-2009: 18 évesen és 84 naposan az osztrák jégkorong bajnokság legfiatalabb gólszerzője
- 2019/2020: Tóth Adrián érte el először a 200. alapszakasz gólt a liga történetében

## Családja
Testvére, Tóth Gergő szintén a Ferencvárosi Torna Club jégkorongozója.